# Eustrotia plumbifusa
Eustrotia plumbifusa là một loài bướm đêm trong họ Noctuidae.